# Manhigh

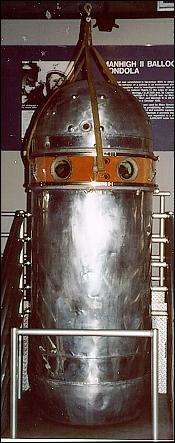
Gondel von Manhigh II

Manhigh war die Bezeichnung einer Serie von bemannten Ballonaufstiegen in Höhen von 30 Kilometern, die ab 1955 durch das Militär der USA initiiert wurde.
Ziel der Flüge in einer Höhe, in der über 99 Prozent der Erdatmosphäre unter einem lagen, war die Erfassung wissenschaftlicher Daten über das Verhalten eines Ballons in dieser Höhe und die Wirkung kosmischer Strahlung auf den Menschen. Das Programm bestand aus drei bemannten und weiteren unbemannten Flügen:
- Manhigh I am 2. Juni 1957 durch Captain Joseph Kittinger auf 29.500 Meter
- Manhigh II am 19. und 20. August 1957 durch Major David Simons auf 30.900 Meter
- Manhigh III am 8. Oktober 1958 durch Lieutenant Clifton McClure auf 29.900 Meter

Der aus Polyethylen bestehende Heliumballon hatte einen Durchmesser von 60 Metern und ein Volumen von 85.000 Kubikmetern. Die hermetisch verschlossene Gondel wog 747 Kilogramm.
Ein Großteil der Flüge wurden von der Holloman Air Force Base aus unternommen.

## Manhigh I
Nach einigen erfolgreichen Testflügen mit Mäusen, Hamstern und später auch Affen entschied man sich, einen bemannten Ballonflug in rund 30.000 Meter zu unternehmen.
Als Testpilot wurde hierfür Joseph Kittinger ausgewählt, welcher am frühen Morgen des 2. Juni 1957 startete. Trotz einiger technischer Schwierigkeiten – die Gondel konnte aufgrund des Geldmangels vor ihrem Einsatz bei Manhigh I nicht in einer Druckkammer getestet werden, so dass ein falsch eingebautes Ventil unentdeckt blieb – erreichte der Ballon mit Kittinger die geplante Höhe von 29.500 Meter. Anschließend ließ er wieder Helium aus dem Ballon entweichen, so dass er nach einigen Stunden Abstieg wieder sicher landete.

## Manhigh II
Der nächste Testflug startete am frühen Morgen des 19. August 1957. Das Ziel war, dass David Simons – der für diesen Flug ausgewählt worden war – 24 Stunden in 30000 Metern Höhe ausharren sollte. Zeitweise wurde das Unternehmen jedoch durch eine über dem Gebiet aufziehende Schlechtwetterfront gefährdet. Simons befand sich zwar mit seinem Ballon mehrere Kilometer über dem Gewitter, allerdings verhinderte die Wolkendecke, dass die Wärmeabstrahlung der Erde in den Weltraum entweichen konnte. Daher wurde die Luft und damit auch das Helium in Simons Ballon kühler, sodass dieser nach unten in die Gewitterfront sank. Simons schaffte es trotzdem, die Nacht über die Höhe des Ballons zu halten, sodass er letztlich erst nach 32 Stunden unversehrt wieder zur Erde zurückkehrte.

Sein Flug wurde als Beweis genutzt, dass ein Mensch trotz der kosmischen Strahlung längere Zeit im Weltraum überleben kann.

## Manhigh III
Der letzte Flug innerhalb des Manhigh-Programms war Manhigh III. Clifton McClure stieg bis auf 29.900 Meter und landete wieder unversehrt.

## Film
- Die ersten Raumfahrer. Dokumentation, 2007, 44 Minuten[2]